# Harlingen (Países Baixos)
Harlingen (em frísio: Harns) é uma cidade e município dos Países Baixos, situado na província da Frísia. Tem 387,67 km² de área e sua população em 2020 foi estimada em 15.793 habitantes.